# احمد الساده
احمد الساده (انگلیسی: Ahmed Al-Sadah؛ زادهٔ ۲۱ مهٔ ۱۹۹۱) یک ورزشکار است.